# Uperoleia minima
Espèce
Statut de conservation UICN

 LC  : Préoccupation mineure
Uperoleia minima est une espèce d'amphibiens de la famille des Myobatrachidae.

## Répartition
Cette espèce est endémique de la région de Kimberley dans le nord-est de l'Australie-Occidentale en Australie.

## Publication originale
- Tyler, Davies & Martin, 1981 : Australian frogs of the leptodactylid genus Uperoleia Gray. Australian Journal of Zoology, Supplemental Series, vol. 29, no 79, p. 1-64.